# Francis Lieber

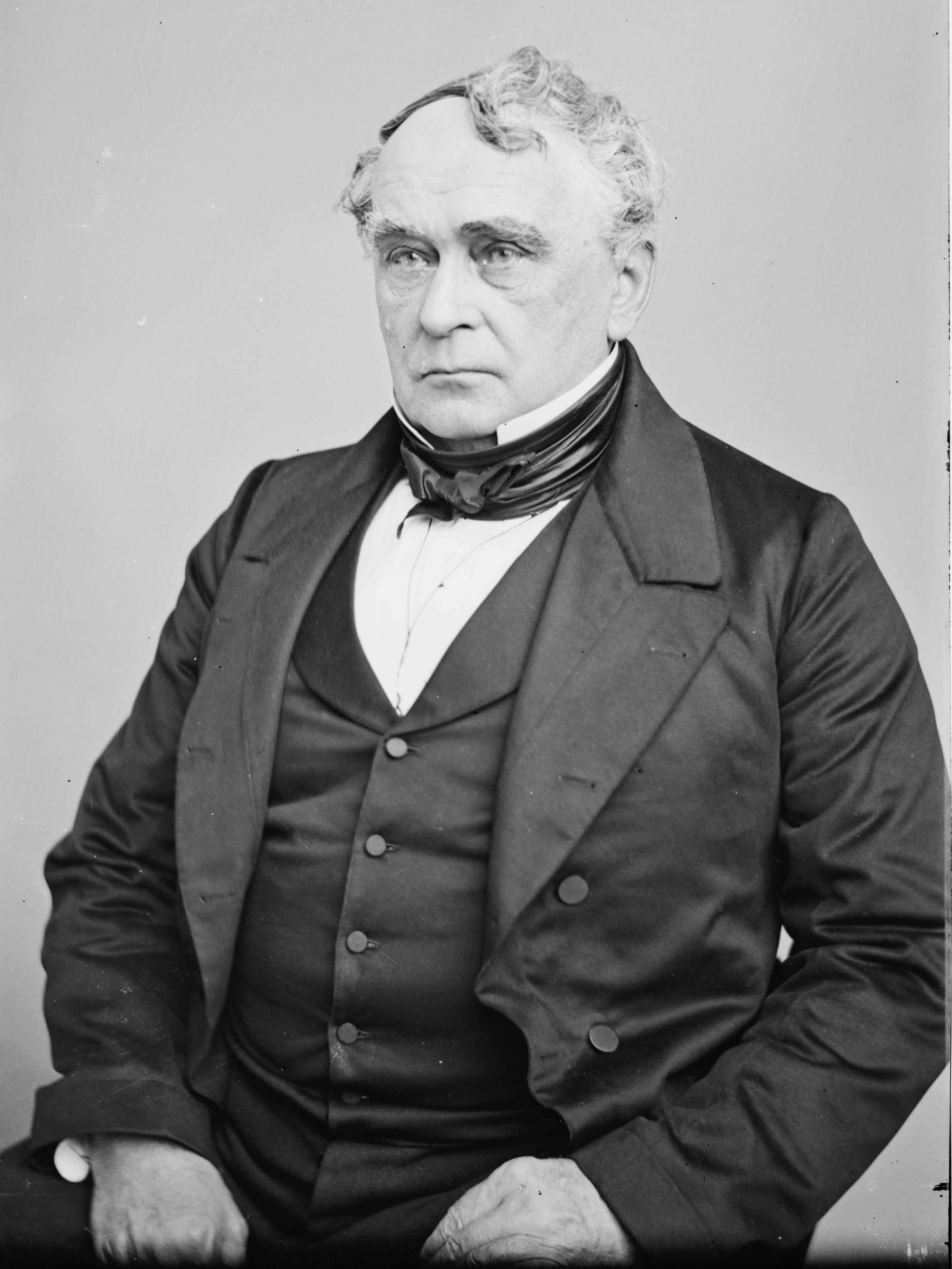
Francis Lieber

Francis Lieber, geboren al Franz Lieber (Berlijn, 18 maart 1798 - New York, 2 oktober 1872) was een Duits-Amerikaans jurist en politiek filosoof. Hij is vooral bekend van de Lieber Code, een gedragscode voor de strijdende partijen tijdens de Amerikaanse Burgeroorlog. 
Lieber verhuisde in 1827 via Engeland naar de Verenigde Staten, alwaar hij in 1829 de Encyclopedia Americana - de eerste echte Amerikaanse encyclopedie - oprichtte en tot 1833 redigeerde. Van 1835 tot 1856 was hij hoogleraar in de geschiedenis en de politieke economie aan het South Carolina College (de huidige Universiteit van South Carolina). Van 1856 tot 1865 gaf hij college aan de Columbia-universiteit.